# Horacio Altuna
Horacio Altuna (Córdova, 24 de novembro de 1941) é um quadrinista argentino reconhecido internacionalmente por seu trabalho, entre os quais El Loco Chávez e Las puertitas del Sr. López, ambos com roteiros de Carlos Trillo e Ficcionario. Ele recebeu dois prêmios Yellow Kid (1986 e 2004). Reside desde 1982 em Sitges (Catalunha, Espanha).